# Melita (personifikacja)

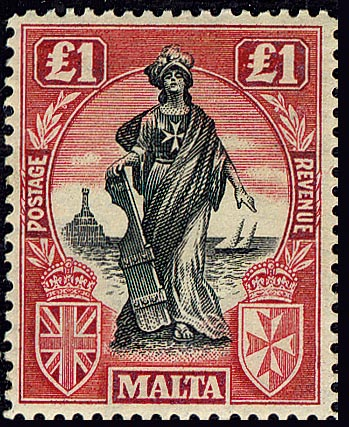
Melita przedstawiona na 1-funtowym znaczku, projektu Edwarda Caruany Dingliego, wydanym 28 sierpnia 1922

Melita jest personifikacją Malty lub Maltańczyków. Nazwa pochodzi od rzymskiego miasta Melite (Μελίτη, Melite w języku antycznej Grecji), starożytnej stolicy Malty, które w końcu przekształciło się w Mdinę, inaczej Città Notabile.
Symbolicznym przedstawieniem państwa jest kobieta, nazwana jego łacińską nazwą, które to nazwy były popularne w XIX wieku (podobnie, jak Britannia, Germania, Hibernia, Helvetia czy Polonia).

## Melita na znaczkach pocztowych

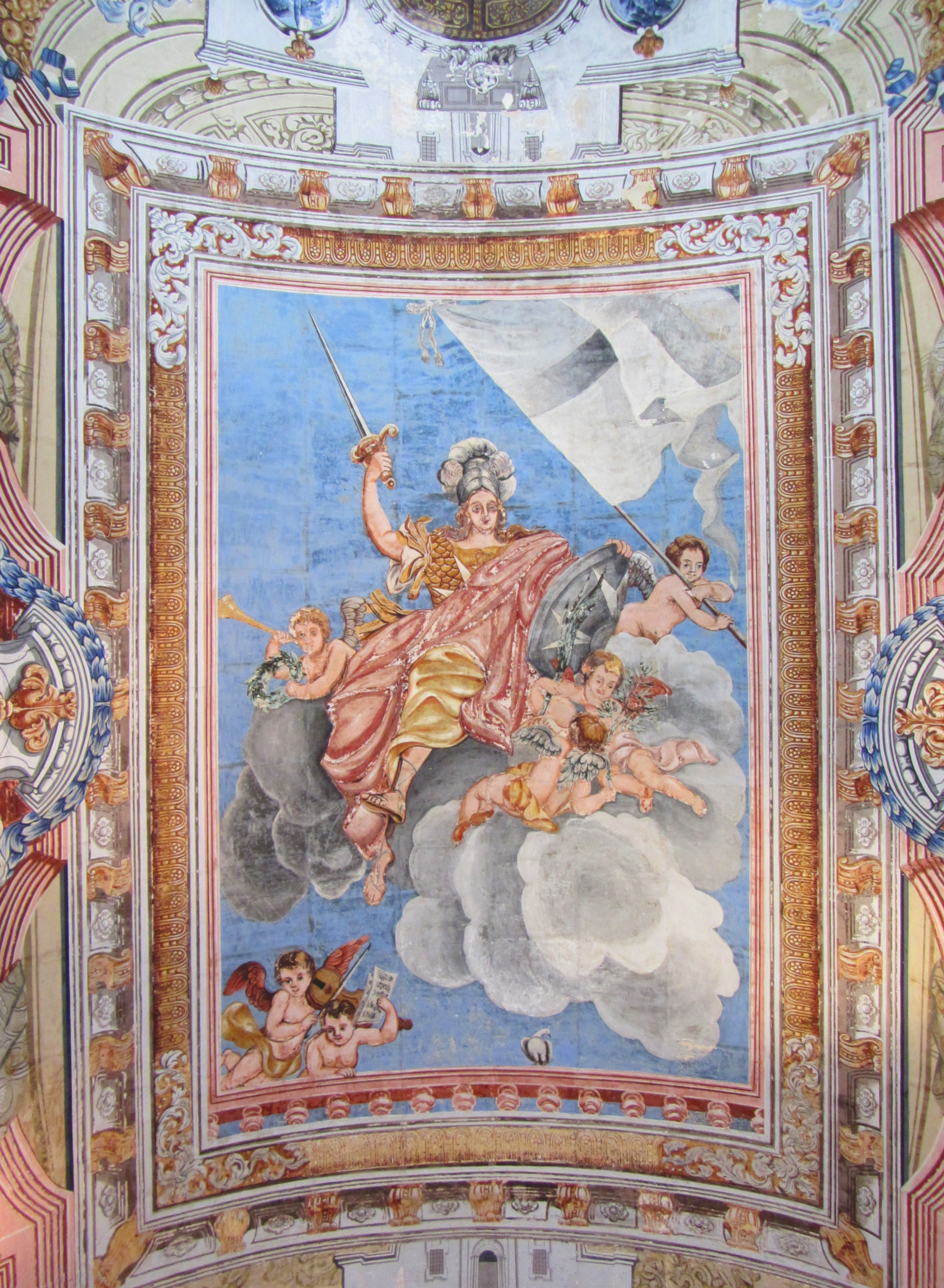
Wizerunek Melity, namalowany na suficie w Zajeździe Prowansalskim

Melita została wielokrotnie przedstawiona na maltańskich znaczkach pocztowych oraz znaczkach skarbowych. Po raz pierwszy pojawiła się 4 lutego 1899 na znaczku o nominale pół korony (2/6), zaprojektowanym przez nieznanego urzędnika Malta Post Office. Pokazano ją w ubraniu i w hełmie, dzierżącą miecz w jednej ręce, a tarczę w drugiej. Za jej plecami widać flagi Malty i Zakonu św. Jana. Znaczek ten był w obiegu przez długi okres, aż do lat dwudziestych XX wieku. 
Inna wersja postaci Melity została użyta w serii definitywnej z roku 1922, zaprojektowanej przez Edwarda Caruanę Dingliego. Rysunek pokazuje Melitę ubraną w chiton z krzyżem maltańskim na piersi i przerzuconą przez ramię peleryną, W hełmie na głowie i sandałach na stopach. W prawej ręce trzyma ster, symbolizujący kontrolę Maltańczyków nad losami swojego kraju. Stało się tak, gdyż właśnie rok wcześniej Malta uzyskała samorząd, a znaczki upamiętniały to wydarzenie. Wzór ten został emitowany w 2011 w formie znaczka na znaczku, i jest uznawany za jeden z najładniejszych znaczków maltańskich.
Na znaczkach z tej serii o warościach szylingowych wykorzystany został projekt Gianniego Velli. Pokazuje on dwie symboliczne figury, mężczyznę reprezentującego Wielką Brytanię, trzymającego tarczę z Union Jack, zaś lewą rękę wspartą na Melicie, trzymającej gałązkę oliwną. Obraz ten symbolizować miał ochronę i dobre relacje między oboma państwami.

## Melita na banknotach
Projekt Edwarda Caruany Dingliego wykorzystany został również na piątej serii banknotów maltańskich, emitowanej przez Bank Centralny Malty. Banknoty te były emitowane pomiędzy rokiem 1989 a 2000, i pozostawały w obiegu do 2008, kiedy to Malta przyjęła euro jako walutę. Znak wodny na tych oraz poprzednich banknotach również przedstawiał głowę alegorycznej postaci Melita.